# Отстрел
Отстрел е ловуването на диви животни и птици, издирвани за целта в техните местообитания в природата.
Ловуването на диви животни освен като вид спортна дисциплина се практикува и с цел регулирането на популацията им, за добиване на храна, производство на кожи и етерични масла за парфюмерията.
По данни, предоставени от Съюза на ловците и риболовците в България, към 2022 г. близо 160 хиляди души в страната имат право на лов, като 130 хиляди от тях трябва да заверяват ловните си билети всяка година. Според нормативните норми, въведени в унисон с европейското законодателство е въведен контрол за времето на отстрел, както в рамките на ловния сезон, така и вместването в определен часови диапозон за продължаването на един ловен „излет“. По искане на Европейската комисия от 2022 г. е въведен мониторинг на установените норми за ограничаване разпространението на африканска чума, в т.ч. мерките за биосигурност и оповестяване за открити от ловците трупове на диви свине. Също така има определени допустими оръжия и методи на ловуване.
Отношенията, свързани със собствеността, опазването и стопанисването на дивеча, организацията на ловното стопанство, правото на лов и търговията с дивеч и дивечови продукти са уредени със Закон за лова и опазване на дивеча.